# Hanover (New Hampshire)
Hanover je město ve Spojených státech amerických. Leží v okrese Grafton County ve státě New Hampshire, na křižovatce státních dálnic 10, 10A a 120. Prochází jím Appalačská stezka, ze západu jej obtéká řeka Connecticut. Krom samotného Hanoveru k obci také patří vesnice Etna a Hanover Center. V roce 2010 zde žilo asi 11 tisíc obyvatel.
V 80. letech 18. století se jihozápadní část Hanoveru, známá jako Dresden, připojila k Vermontské republice a snažila se stát jejím hlavním městem. Po řadě politických póz se ale spolu s dalšími odtrženými městy z okolí začlenila zpět do státu New Hampshire.
Sídlí zde dvě významné instituce: Dartmouth College, jedna z nejprestižnějších soukromých institucí vyššího vzdělání ve Spojených státech amerických a Cold Regions Research and Engineering Laboratory, výzkumná laboratoř spravovaná Armádním sborem inženýrů Spojených států.